# Cắt tuyến giáp
Phẫu thuật cắt tuyến giáp là một hoạt động liên quan đến phẫu thuật cắt bỏ toàn bộ hoặc một phần của tuyến giáp. Bác sĩ phẫu thuật tổng quát, nội tiết hoặc đầu và cổ thường thực hiện phẫu thuật cắt tuyến giáp khi bệnh nhân bị ung thư tuyến giáp hoặc một số tình trạng khác của tuyến giáp (như cường giáp) hoặc bướu cổ. Các chỉ định khác cho phẫu thuật bao gồm thẩm mỹ (tuyến giáp quá to), hoặc tắc nghẽn triệu chứng (gây khó khăn trong việc nuốt hoặc thở). Cắt tuyến giáp là một thủ tục phẫu thuật phổ biến có một số biến chứng hoặc di chứng tiềm ẩn bao gồm: thay đổi giọng nói tạm thời hoặc vĩnh viễn, calci thấp tạm thời hoặc vĩnh viễn, cần thay thế hormone tuyến giáp suốt đời, chảy máu, nhiễm trùng và khả năng tắc nghẽn đường thở do giọng nói hai bên liệt dây rốn. Biến chứng là không phổ biến khi thủ thuật được thực hiện bởi một bác sĩ phẫu thuật có kinh nghiệm.
Tuyến giáp sản xuất một số hormone, chẳng hạn như thyroxine (T4), triiodothyronine (T3) và calcitonin.
Sau khi cắt bỏ tuyến giáp, bệnh nhân thường sử dụng một loại hormone tuyến giáp tổng hợp theo đường uống quy định là levothyroxin (Synthroid) để ngăn ngừa suy giáp.
Các biến thể ít cực đoan hơn của cắt tuyến giáp bao gồm:
- "Cắt bỏ thùy tuyến giáp" (hoặc "cắt thùy đơn phương") - chỉ loại bỏ một nửa tuyến giáp
- "Cắt cầu tuyến giáp" - cắt mô (hoặc eo) nối liền hai thùy của tuyến giáp

Một phẫu thuật cắt tuyến giáp có thể được thực hiện để có được khả năng tiếp cận vào một thanh quản trung bình, hoặc để thực hiện sinh thiết. (Mặc dù về mặt kỹ thuật, sinh thiết liên quan đến việc loại bỏ một số mô, nhưng nó thường được phân loại là phẫu thuật-otomy hơn là phẫu thuật -ectomy vì khối lượng mô bị loại bỏ là rất nhỏ.)
Theo truyền thống, tuyến giáp đã được cắt bỏ thông qua một vết rạch cổ để lại sẹo vĩnh viễn. Gần đây, các phương pháp xâm lấn tối thiểu và "không sẹo" như cắt tuyến giáp chuyển tiếp đã trở nên phổ biến ở một số nơi trên thế giới.